# Doxa Lefkadas B.C.
Il Doxa Lefkadas B.C. è una società cestistica avente sede a Leucade, in Grecia. Fondata nel 1982, gioca nel campionato greco.

## Roster 2016-2017
Aggiornato al 20 aprile 2017.
|    | Naz.                   | Ruolo | Sportivo                | Anno | Alt. | Peso |  |
| -- | ---------------------- | ----- | ----------------------- | ---- | ---- | ---- |  |
| 1  | Grecia (bandiera)      | GA    | Triantafillos Petalotis | 1993 | 198  | 93   |  |
| 2  | Stati Uniti (bandiera) | P     | Shannon Scott           | 1992 | 185  | 84   |  |
| 3  | Stati Uniti (bandiera) | G     | Ty Abbott               | 1988 | 192  | 95   |  |
| 5  | Grecia (bandiera)      | P     | Giannis Demertzis       | 1983 | 196  | 91   |  |
| 6  | Grecia (bandiera)      | AC    | Giōrgos Geōrgakīs       | 1991 | 206  | 107  |  |
| 7  | Grecia (bandiera)      | AG    | Chrīstos Tapoutos       | 1982 | 206  | 109  |  |
| 12 | Grecia (bandiera)      | AP    | Yannis Psathas          | 1983 | 198  | 95   |  |
| 13 | Spagna (bandiera)      | C     | David Doblas            | 1981 | 206  | 124  |  |
| 15 | Regno Unito (bandiera) | P     | Justin Robinson         | 1987 | 188  | 81   |  |
| 16 | Grecia (bandiera)      | G     | Dīmītrīs Tsaldarīs      | 1980 | 196  | 95   |  |
| 19 | Grecia (bandiera)      | P     | Theofilos Rontogiannis  | 1999 | 183  | 80   |  |
| 21 | Stati Uniti (bandiera) | G     | Alex Harris             | 1986 | 196  | 90   |  |
| 30 | Grecia (bandiera)      | AP    | Thodoros Ioakimidis     | 1998 | 196  | 92   |  |
|    | Stati Uniti (bandiera) | P     | Reger Dowell            | 1991 | 185  | 83   |  |

### Staff tecnico
| Allenatore: | Charīs Markopoulos |
| Assistente: | Fotis Takianos     |